# Варлаам (Лящевский)
Архимандри́т Варлаа́м (мирское имя Василий Лащевский или Лящевский; около 1704, Кобыльницы, Перемышльский повет, Русское воеводство — 28 июля (8 августа) 1774, Москва) — церковный деятель, архимандрит Донского монастыря. Духовный писатель, педагог, ректор Московской славяно-греко-латинской академии.

## Биография
Родом русин, происходил из полонизированной семьи.
В 1737 году окончил Киево-Могилянскую академию. Как студента, способного к иностранным языкам,  на средства Г. Заборовского он был направлен в Галльский университет. Вернувшись в Киево-Могилянскую академию, слушал в 1739/40 учебном году лекции по богословию и одновременно начал преподавать в академии. В 1740 году принял монашеский постриг. В 1740/41 учебном году преподавал пиитику. В следующем учебном году преподавал риторику, а после вызова в мае 1742 года Симона Тодорского в Москву заступил его в должности профессора еврейского и греческого языков. С особым успехом Варлаам преподавал в академии греческий язык, который до 1738 года не был там предметом постоянного преподавания.
В 1746/47 учебном году Лящевский — профессор богословия и префект Киево-Могилянской академии. Но в мае 1747 года, не закончив читать курс, вынужден по решению Синода «немедля» выехать в Санкт-Петербург для просмотра и исправления славянского перевода Библии. Был оставлен настоятелем Межигорского Спасо-Преображенского монастыря, близ Киева.
Синод, обратив внимание на отличное знание Варлаамом греческого языка, в 1747 году поручил ему вместе с иеромонахом Гедеоном (Слонимским) пересмотреть все поправки славянской Библии, сделанные до того времени Иаковом Блонницким, Иларионом Григоровичем и др. Варлаам практически в одиночку вновь сличил весь Ветхий Завет с греческим текстом; 18 декабря 1751 года Елизаветинская, как её теперь называют, Библия вышла из печати. К этому изданию Библии Варлаам составил предисловие, содержавшее историю и подробное указание всех поправок. Занимался исправлением псалтыря с еврейского на церковнославянский язык.
Для своих учеников Варлаам составил на латинском языке греческую грамматику, которая в первый раз была напечатана в Бреславле в 1746 году. К ней он составил и учёное предисловие о пользе греческого языка. В 1788 году грамматика Варлаама была переведена на русский язык и напечатана в Санкт-Петербурге. Ученик и преемник Варлаама в преподавании, иеромонах Георгий Щербацкий внёс исправления в эту книгу и дополнил примерами. Это исправленное издание, с присоединённой к нему H. H. Бантыш-Каменским греческой хрестоматией, было несколько раз перепечатано в Лейпциге, а в 1818 году — в Москве. Оно долгое время было настольной книгой во всех духовных семинариях. Его «Награда деяниям в будущей жизни» была напечатана в «Летописи русской литературы» Н. С. Тихонравова; «Слова» в — «Трудах Киевской духовной академии» (1866, № 12). Есть ещё его перевод книги «Зерцало должности государской», который он преподнёс будущему императору Петру III в 1743 году.
Позднее, в 1752 году, Варлаам был назначен ректором Московской славяно-греко-латинской академии.
С 1753 года — архимандрит Донского монастыря в Москве и ректор Московской славяно-греко-латинской академии.
В 1754—1758 годах был членом Святейшего Синода.
Скончался в 1774 году в Донском монастыре. Похоронен в некрополе Донского монастыря (на Старом Донском кладбище).

## Сочинения
Автор «Греческой грамматики» (1745), различных слов, проповедей, философско-богословских трактатов.
Около 1742 года им написана и поставлена на сцене Киевской академии школьная драма-моралите «Трагедокомедія о награжденіи в сем свѣтѣ пріисканных дѣл мзды в будущей жизни вѣчной» (другое название «Трагедокомедія о тщетѣ міра сего», написана на староукраинском языке). Произведение предостерегает от грешной жизни в этом мире, проникнуто сатирическими мотивами, осуждает негативные черты господствующей верхушки — стремление к власти, жажду богатства и наживы.